# روبيرتو فرانسيسكو
روبيرتو فرانسيسكو (بالإسبانية: Roberto Fresnedoso)‏ (15 يناير 1973 طليطلة إسبانيا - ) هو لاعب كرة قدم إسباني، شارك في الألعاب الأولمبية الصيفية 1996.

## روابط خارجية
- روبيرتو فرانسيسكو على موقع الاتحاد الدولي (مؤرشف)  (الإنجليزية)
- روبيرتو فرانسيسكو على موقع قاعدة بيانات كرة القدم.إي يو (الإنجليزية)
- روبيرتو فرانسيسكو على موقع أوليمبيديا (الإنجليزية)